# Rosario Randazzo
Rosario Randazzo (San Cono, 11 aprile 1920 – Nikitovka, 5 novembre 1941) è stato un militare italiano,  insignito della medaglia d'oro al valor militare alla memoria nel corso della seconda guerra mondiale.

## Biografia
Nacque a San Cono l'11 aprile 1920, figlio di Cóno e Giulietta Cubisino. Arruolato nel Regio Esercito per prestare servizio militare di leva nel marzo 1940, fu assegnato all'80º Reggimento fanteria "Roma". Con la 12ª Compagnia mitraglieri reggimentale, il 10 giugno 1940 entrò in guerra sul fronte alpino occidentale, e poi dall'aprile 1941 prese parte alle operazioni belliche nel corso dell'invasione della Jugoslavia. Destinata la 9ª Divisione fanteria "Pasubio" a far parte del Corpo di spedizione italiano in Russia, il 15 luglio dello stesso anno partì con il suo reparto per l'Unione Sovietica. Conosciuto in tutti i reparti della Divisione come il "mitragliere di ferro", partecipò con la Colonna "Chiaramonti" alla marcia verso il Donetz fino a raggiungere la città di Nikitovka.
Cadde in combattimento a Gorlovka il 5 novembre 1941, mentre difendeva una posizione dai soldati dell'Armata Rossa nonostante avesse perso il braccio destro, asportatogli da una bomba, usando i denti per premere il grilletto della mitragliatrice. Per tale azione egli venne insignito con la Medaglia d'Oro al Valor Militare. 